# Lista de embaixadores do Brasil nos Estados Unidos
Esta é uma lista de embaixadores do Brasil, ou outros chefes de missão, nos Estados Unidos. O título dado pelo Ministério das Relações Exteriores a esta posição é atualmente "Embaixador Extraordinário e Plenipotenciário".

Bandeira distintivo do cargo de Embaixador do Brasil.

Em 26 de maio de 1824, José Silvestre Rebello apresentou suas credenciais ao presidente James Monroe. Os Estados Unidos foram, assim, um dos primeiros países a reconhecer a independência do Brasil, logo após a Argentina, e a primeira legação brasileira foi estabelecida em Washington, D.C. naquele ano. Em 1905, a legação brasileira em Washington foi elevada à categoria de embaixada, havendo sido o primeiro posto diplomático brasileiro nessa categoria. Joaquim Nabuco foi o primeiro embaixador do Brasil nos Estados Unidos, cargo que ocupou até seu falecimento, em janeiro de 1910.
| Representante                                     | Título                                                        | Apresentação das Credenciais | Término da Missão       | Designado por             |
| ------------------------------------------------- | ------------------------------------------------------------- | ---------------------------- | ----------------------- | ------------------------- |
| José Silvestre Rebello                            | Encarregado de Negócios                                       | 26 de maio de 1824           | 10 de agosto de 1829    | Imperador Pedro I         |
| José de Araújo Ribeiro                            | Encarregado de Negócios                                       | 11 de agosto de 1829         | 14 de fevereiro de 1833 | Imperador Pedro I         |
| José Francisco de Paula Cavalcante de Albuquerque | Encarregado de Negócios                                       | 30 de dezembro de 1833       | 22 de julho de 1838     | Imperador Pedro II        |
| Ernesto Ferreira França                           | Ministro Residente                                            | 23 de julho de 1838          | 28 de outubro de 1839   | Imperador Pedro II        |
| Pedro Rodrigues Fernandes Chaves                  | Encarregado de Negócios                                       | 17 de março de 1840          | 30 de outubro de 1840   | Imperador Pedro II        |
| Gaspar José Lisboa                                | Ministro Residente                                            | 29 de maio de 1841           | 8 de julho de 1847      | Imperador Pedro II        |
| Gaspar José Lisboa                                | Enviado Extraordinário e Ministro Plenipotenciário            | 29 de maio de 1841           | 8 de julho de 1847      | Imperador Pedro II        |
| Sérgio Teixeira de Macedo                         | Enviado Extraordinário e Ministro Plenipotenciário            | 12 de março de 1849          | 1 de junho de 1851      | Imperador Pedro II        |
| Francisco Ignácio de Carvalho Moreira             | Enviado Extraordinário e Ministro Plenipotenciário            | 21 de setembro de 1852       | 31 de julho de 1855     | Imperador Pedro II        |
| José Francisco de Paula Cavalcante de Albuquerque | Enviado Extraordinário e Ministro Plenipotenciário            | 29 de maio de 1856           | 25 de agosto de 1858    | Imperador Pedro II        |
| Miguel Maria Lisboa                               | Enviado Extraordinário e Ministro Plenipotenciário            | 3 de outubro de 1859         | 27 de abril de 1864     | Imperador Pedro II        |
| Joaquim Maria Nascentes de Azambuja               | Enviado Extraordinário e Ministro Plenipotenciário            | 23 de setembro de 1865       | 17 de maio de 1867      | Imperador Pedro II        |
| Domingos José Gonçalves de Magalhães              | Enviado Extraordinário e Ministro Plenipotenciário            | 5 de julho de 1867           | 13 de outubro de 1870   | Imperador Pedro II        |
| Antonio Pedro de Carvalho Borges                  | Enviado Extraordinário e Ministro Plenipotenciário            | 9 de outubro de 1871         | 7 de dezembro de 1880   | Imperador Pedro II        |
| Filipe Lopes Neto                                 | Enviado Extraordinário e Ministro Plenipotenciário            | 24 de outubro de 1882        | 14 de agosto de 1883    | Imperador Pedro II        |
| José Gurgel do Amaral Valente                     | Chargé d'Affaires ad interim                                  | 15 de agosto de 1883         | 8 de dezembro de 1885   | Imperador Pedro II        |
| Marcos Antonio de Araújo e Abreu                  | Enviado Extraordinário e Ministro Plenipotenciário            | 9 de dezembro de 1885        | 16 de maio de 1888      | Imperador Pedro II        |
| José Gurgel do Amaral Valente                     | Enviado Extraordinário e Ministro Plenipotenciário            | 10 de novembro de 1889       | 21 de janeiro de 1891   | Imperador Pedro II        |
| Salvador Furtado de Mendonça Drummond             | Enviado Extraordinário e Ministro Plenipotenciário            | 22 de janeiro de 1891        | 17 de maio de 1898      | Deodoro da Fonseca        |
| Joaquim Francisco de Assis do Brasil              | Enviado Extraordinário e Ministro Plenipotenciário            | 6 de junho de 1898           | 22 de abril de 1903     | Prudente de Morais        |
| Alfredo de Moraes Gomes Ferreira                  | Enviado Extraordinário e Ministro Plenipotenciário ad interim | 28 de dezembro de 1904       | 23 de maio de 1905      | Rodrigues Alves           |
| Joaquim Aurélio Barreto Nabuco de Araújo          | Embaixador Extraordinário e Plenipotenciário                  | 24 de maio de 1905           | 17 de janeiro de 1910   | Rodrigues Alves           |
| Domicio da Gama                                   | Embaixador Extraordinário e Plenipotenciário                  | 16 de junho de 1911          | 22 de outubro de 1918   | Hermes da Fonseca         |
| Augusto Cochrane de Alencar                       | Embaixador Extraordinário e Plenipotenciário                  | 26 de maio de 1920           | 5 de março de 1924      | Epitácio Pessoa           |
| Sylvio Gurgel do Amaral                           | Embaixador Extraordinário e Plenipotenciário                  | 19 de junho de 1925          | 9 de abril de 1931      | Artur Bernardes           |
| Rinaldo de Lima e Silva                           | Embaixador Extraordinário e Plenipotenciário                  | 24 de abril de 1931          | 16 de maio de 1934      | Getúlio Vargas            |
| Oswaldo Aranha                                    | Embaixador Extraordinário e Plenipotenciário                  | 2 de outubro de 1934         | 11 de dezembro de 1937  | Getúlio Vargas            |
| Mário Pimentel Brandão                            | Embaixador Extraordinário e Plenipotenciário                  | 28 de abril de 1938          | 3 de janeiro de 1939    | Getúlio Vargas            |
| Carlos Martins Pereira e Souza                    | Embaixador Extraordinário e Plenipotenciário                  | 8 de março de 1939           | 20 de abril de 1948     | Getúlio Vargas            |
| Maurício Nabuco                                   | Embaixador Extraordinário e Plenipotenciário                  | 1 de junho de 1948           | 28 de outubro de 1951   | Eurico Gaspar Dutra       |
| Walther Moreira Salles                            | Embaixador Extraordinário e Plenipotenciário                  | 12 de junho de 1952          | 18 de agosto de 1953    | Getúlio Vargas            |
| João Carlos Muniz                                 | Embaixador Extraordinário e Plenipotenciário                  | 20 de outubro de 1953        | 12 de julho de 1956     | Getúlio Vargas            |
| Ernani do Amaral Peixoto                          | Embaixador Extraordinário e Plenipotenciário                  | 18 de julho de 1956          | 18 de maio de 1959      | Juscelino Kubitschek      |
| Walther Moreira Salles                            | Embaixador Extraordinário e Plenipotenciário                  | 23 de julho de 1959          | 16 de fevereiro de 1961 | Juscelino Kubitschek      |
| Roberto de Oliveira Campos                        | Embaixador Extraordinário e Plenipotenciário                  | 18 de outubro de 1961        | 17 de junho de 1964     | João Goulart              |
| Juracy Montenegro Magalhães                       | Embaixador Extraordinário e Plenipotenciário                  | 9 de julho de 1964           | 6 de outubro de 1965    | Castelo Branco            |
| Vasco Tristão Leitão da Cunha                     | Embaixador Extraordinário e Plenipotenciário                  | 2 de fevereiro de 1966       | 29 de junho de 1968     | Castelo Branco            |
| Mário Gibson Alves Barbosa                        | Embaixador Extraordinário e Plenipotenciário                  | 21 de fevereiro de 1969      | 17 de outubro de 1969   | Artur da Costa e Silva    |
| Mozart Gurgel Valente Jr.                         | Embaixador Extraordinário e Plenipotenciário                  | 20 de fevereiro de 1970      | 19 de dezembro de 1970  | Emílio Garrastazu Médici  |
| João Augusto de Araújo Castro                     | Embaixador Extraordinário e Plenipotenciário                  | 18 de maio de 1971           | 9 de dezembro de 1975   | Emílio Garrastazu Médici  |
| João Batista Pinheiro                             | Embaixador Extraordinário e Plenipotenciário                  | 10 de junho de 1976          | 9 de junho de 1979      | Ernesto Geisel            |
| Antônio Francisco Azeredo da Silveira             | Embaixador Extraordinário e Plenipotenciário                  | 24 de julho de 1979          | 1 de agosto de 1983     | João Figueiredo           |
| Sérgio Corrêa da Costa                            | Embaixador Extraordinário e Plenipotenciário                  | 13 de outubro de 1983        | 1 de novembro de 1986   | João Figueiredo           |
| Marcílio Marques Moreira                          | Embaixador Extraordinário e Plenipotenciário                  | 23 de novembro de 1986       | 24 de agosto de 1991    | José Sarney               |
| Rubens Ricupero                                   | Embaixador Extraordinário e Plenipotenciário                  | 25 de agosto de 1991         | 25 de agosto de 1993    | Fernando Collor de Mello  |
| Paulo Tarso Flecha de Lima                        | Embaixador Extraordinário e Plenipotenciário                  | 12 de novembro de 1993       | 26 de maio de 1999      | Itamar Franco             |
| Rubens Antonio Barbosa                            | Embaixador Extraordinário e Plenipotenciário                  | 11 de junho de 1999          | 30 de julho de 2004     | Fernando Henrique Cardoso |
| Roberto Abdenur                                   | Embaixador Extraordinário e Plenipotenciário                  | 2 de agosto de 2004          | 29 de janeiro de 2007   | Luiz Inácio Lula da Silva |
| Antonio de Aguiar Patriota                        | Embaixador Extraordinário e Plenipotenciário                  | 21 de fevereiro de 2007      | 20 de outubro de 2009   | Luiz Inácio Lula da Silva |
| Mauro Vieira                                      | Embaixador Extraordinário e Plenipotenciário                  | 11 de janeiro de 2010        | 31 de dezembro de 2014  | Luiz Inácio Lula da Silva |
| Luiz Alberto Figueiredo                           | Embaixador Extraordinário e Plenipotenciário                  | 7 de maio de 2015            | 5 de setembro de 2016   | Dilma Rousseff            |
| Sérgio Silva do Amaral                            | Embaixador Extraordinário e Plenipotenciário                  | 5 de setembro de 2016        | 3 de junho de 2019      | Michel Temer              |
| Nestor Forster Jr.                                | Embaixador Extraordinário e Plenipotenciário                  | 23 de dezembro de 2020       | 27 de março de 2023     | Jair Bolsonaro            |
| Maria Luiza Ribeiro Viotti                        | Embaixadora Extraordinária e Plenipotenciária                 | 30 de junho de 2023          | presente                | Luiz Inácio Lula da Silva |